# Обыкновенный соловей
Обыкновенный соловей, или восточный соловей (лат. Luscinia luscinia) — один из самых известных видов певчих птиц.

## Описание
Скорее всего, он является прямым северным потомком южного, или западного, соловья. Ареал обыкновенного соловья простирается от Польши до реки Енисей. Северная граница захватывает всю полосу южной тайги в европейской части России и на Урале, несколько опускается к югу до подтаежных лесов в Западной Сибири и уходит в лесостепь на территории Красноярского края. Южная граница захватывает лесостепь и степь европейской части России, Кавказ и проходит по территории сухих степей и полупустынь Казахстана.
Обыкновенный соловей — влаголюбивая птица. Максимальной численности он достигает в припойменных лесах. Излюбленные места его обитания — припойменные и низинные влажные дубравы подзоны хвойно-широколиственных лесов и дубравы европейской лесостепи. Основная схема гнездовой микростации обыкновенного соловья — густые, тенистые заросли калины, черемухи, крушины и жимолости в пойме реки, у небольшого ключика или лесного родника. Соловей охотно гнездится и в густых зарослях влаголюбивых трав. Важно лишь то, чтобы под пологом травостоя, хорошо скрывающего птицу и притеняющего землю, оставалось голое, свободное от травы пространство. Лучшие условия такого типа возникают в зарослях крапивы, некоторых зонтичных и припойменных кустарниках. Прекрасным примером благоприятных гнездовых микростаций являются тенистые по влажным низинным и овражным участкам заросли бузины. В лесной зоне соловей широко расселяется по поймам лесных ручьев и речек, низинным ольшаникам.

## Песня
Песняо файле — набор повторяющихся свистов и щелканий. Каждый элемент песни (колено), число которых может достигать 12, повторяется несколько раз. Крик — низкое «фиуить-трр». Повадки соловья очень характерны.

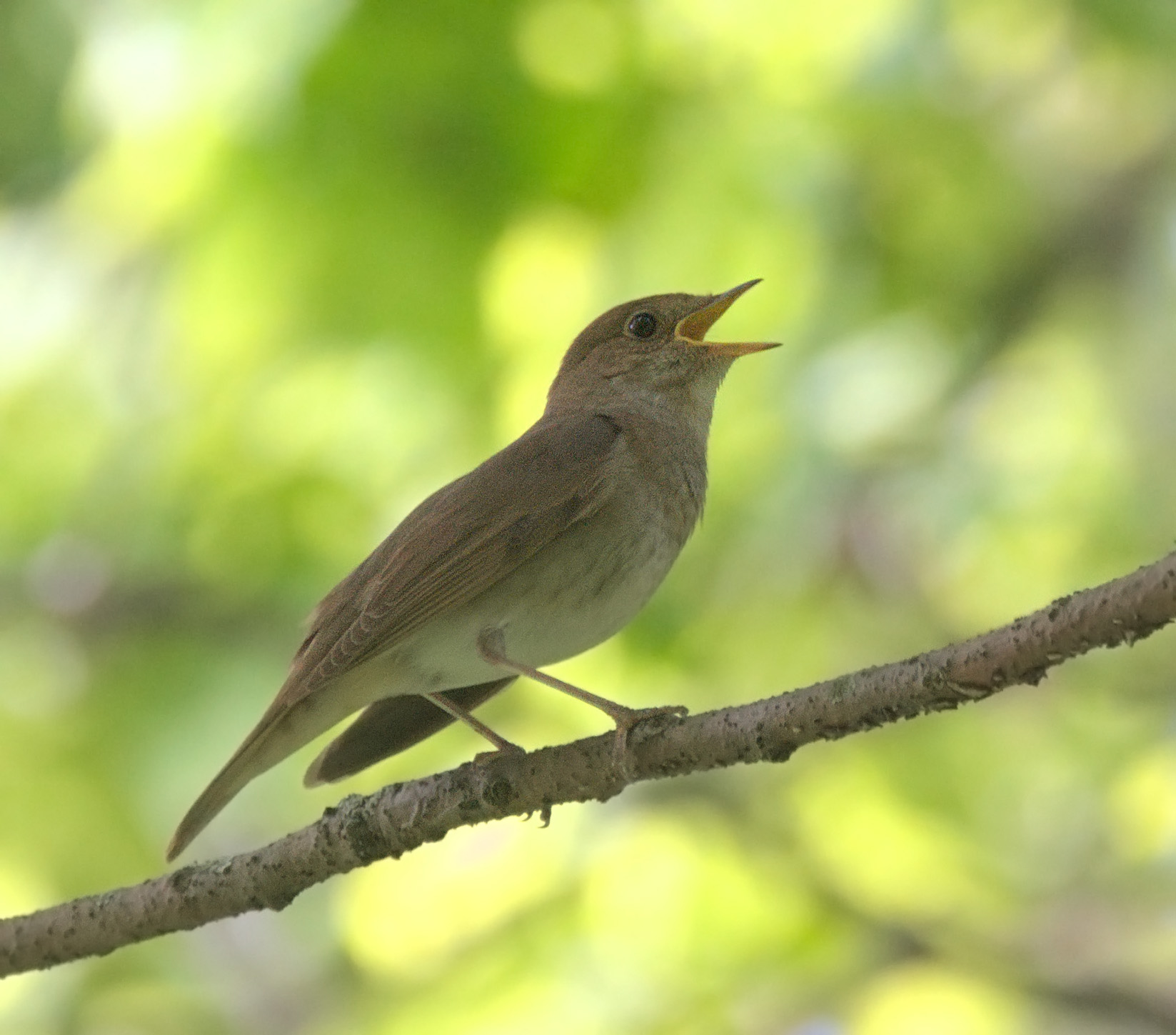

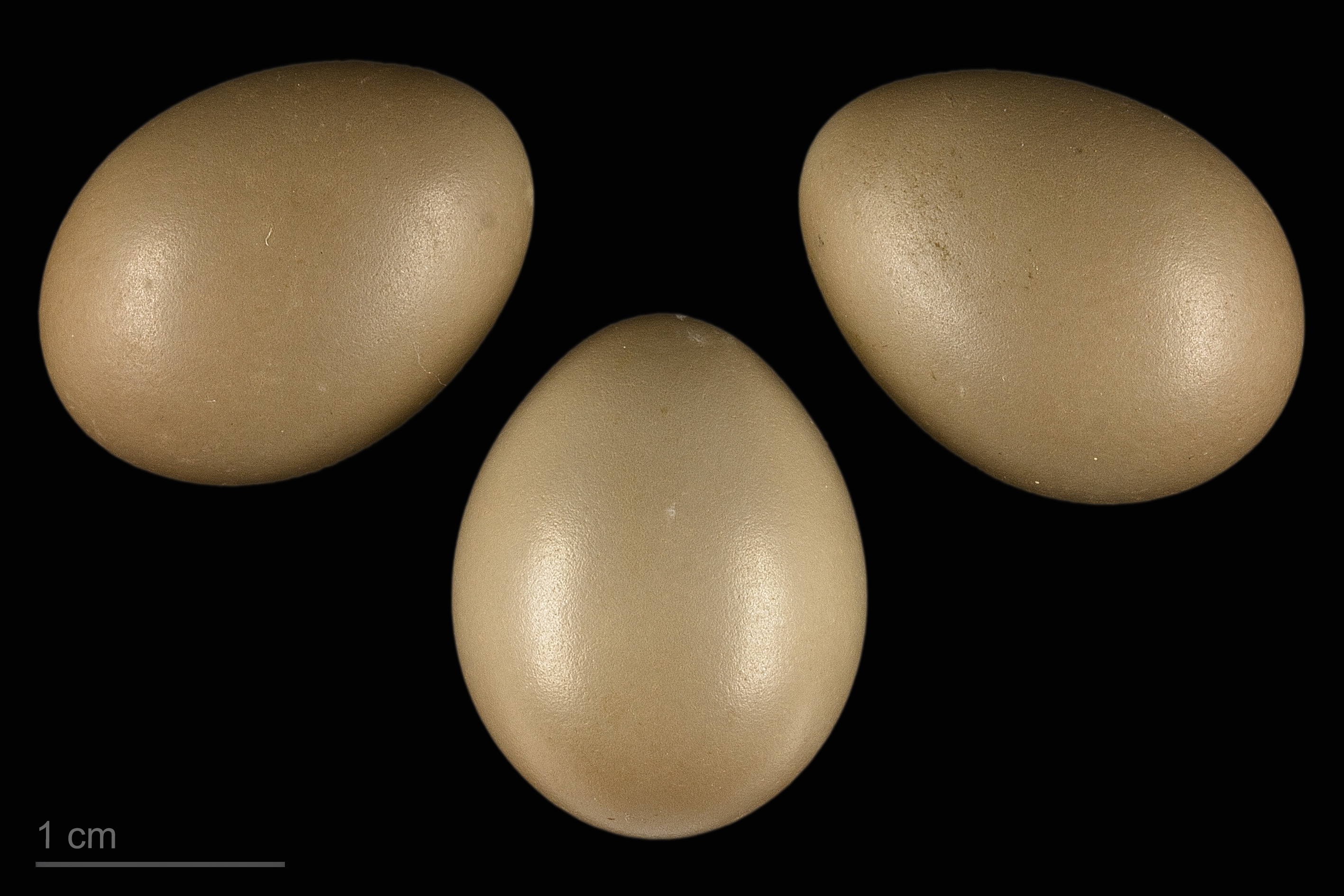
яйцо Luscinia luscinia — Тулузский музеум

Как и зарянка, он держится высоко на тонких расставленных ножках, опустив крылья и приподняв хвост.
Дергая им, он порывисто кланяется и издает тихий и очень низкий, точно рокочущий позыв, вроде «тррр», или же протяжный и чистый свист (однотонный, без повышения или понижения на конце). Все эти признаки, вместе с характерным местом обитания, позволяют узнавать соловья и без песни.
Иван Тургенев в рассказе «О соловьях» словами простого птицелова-любителя описал песню обыкновенного соловья: 

Соловьи у нас дрянные: поют дурно, понять ничего нельзя, все колена мешают, трещат, спешат. А то вот ещё у них самая гадкая есть штука: сделают этак: «тру» и вдруг: "ви! « — этак взвизгнет, словно в воду окунется. Это самая гадкая штука. Плюнешь и пойдешь. Даже досадно станет. Хороший соловей должен петь разборчиво и не мешать колена». А колена вот какие бывают:
- Первое: «пульканье» — этак «пуль-пуль-пуль-пуль»
- Второе: «клыканье» — «клы-клы-клы», как желна (дятел)
- Третье: «дробь» — выходит примерно, как по земле разом дробь рассыпать
- Четвёртое: «раскат» — «ррррррр»
- Пятое: «поньканье» — почти понять можно «понь-понь-понь», обычно чёрные дрозды так кокают
- Шестое: «почин» — этак «тии-вить», нежно, малиновкой. Это по-настоящему не колено, а соловьи обыкновенно так начинают
- Седьмое: «лешева дудка» — этак протяжно: «го-го-го-го-го», а там коротко: «ту!»
- Восьмое: «кукушкин перелет» — самое редкое колено. Кукушка, когда полетит, таким манером кричит. Сильный такой, звонкий свист
- Девятое: «гусачек» — «га-га-га-га». У малоархангельских соловьев хорошо это колено выходит
- Десятое: «юлиная стукотня» — как юла или как вот органчики бывают — этакий круглый свист: «фюиюи-юиюи».— 

И. К. Шамов в своих воспоминаниях о соловьях рассказывает: 

Наши (московские) соловьи отлично кричали лягушками, тремя песнями — кваканье, дудка, вроде червяковой россыпи, и гремушка — волчковой дудкой и раскатом (поползень). Раскат исполнялся не глухо вниз, но сильно и длинно. Кроме этих местных соловьев, встречавшихся у нас в окрестных лесах и садах, в конце 1920-х годов были новосельские (тульские) соловьи, прекрасно кричавшие стукотнями и кукушкиным перелетом; малоархангельские, с хорошей песнью «гусачек» — «га-га-га-га». Но лучшими были привозные из южных губерний, курские и черниговские… Курская, каменовская птица удивляла своими дробями и привлекала к себе весь тогдашний охотничий мир. Их было девять манеров; особенно выдавались дроби «в оборот». Из дробей замечательна «зеленухой» (лесной канарейкой), затем «тревога» (вроде барабана), желна, дудка, трелевая, стукотня, свист, клыканье, кукушкин перелет. Бердичевские соловьи кричали всеми дудками: польской, лешевой, водопойной, лягушечьей. Кроме того, кричали журавликом («курлы»)

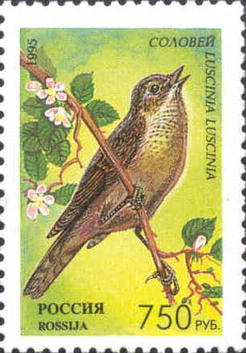
Почтовая марка России

В средней полосе европейской части России и Западной Сибири первые соловьи появляются 8—10 мая. В эти же дни можно услышать и их первые песни. В поймах больших рек и на речных островах в это время собирается большое количество поющих самцов. В теплые годы они могут петь с первых дней прилета и все сразу, ещё на пролёте. Первыми на места гнездований прилетают старые опытные самцы. Их можно опознать по песне. Они занимают лучшие местообитания, расселяются на значительных расстояниях друг от друга (200—300 м и дальше). Многие старые самцы забираются в глухие заросли и гнездятся на отлете от основных поселений соловьев. Среди этих самцов иногда встречаются певцы поразительного совершенства, силы и строя песни. Это так называемые «ночные соловьи», нередко первыми начинающие вечернее пение около 22 часов, часто поющие в тишине, до начала пения всех птиц и как бы задающие тон всему огромному лесу. Поют эти самцы неторопливо, размеренно, удивительно сочетая полные, спокойные, чуть удлиненные по сравнению с обычной нормой звуки. У таких певцов издавна ценился и необычный строй песни, и совершенство главных колен, и полнота, и глубина звука, и чистота фраз, и удивительное умение чередовать песни своего репертуара, недоступное для ординарных певцов. Большинство старых соловьев — основателей поселений, сначала занимают и осваивают сравнительно большие участки. Между старыми птицами редко случаются стычки, так как они не любят петь и гнездиться рядом друг с другом. В северных районах нередко случается так, что в первые дни после прилета соловьи поют только на пределе слышимости друг друга, на расстоянии 1—2 км (иногда 3 км). Тихими вечерами соловьи хорошо слышат друг друга даже на таких больших дистанциях, о чём свидетельствует согласование песен даже самых далеких певцов.